# Maglena komora
Maglena komora ili Vilsonova komora je merni instrument kojim se prate tragovi jonizujućeg zračenja (alfa-čestice, beta-čestice, gama zraci, rendgenski zraci itd), a sastoji se od komore u kojoj je prezasićena vodena para, kojoj da bi se kondenzovala nedostaju centri kondenzacije, te je za oko i kameru nevidljiva. Joni koje stvori prolaz jonizirajuće čestice, postaju centri kondenzacije i prolaz čestice postaje vidljiv u obliku gustog niza sitnih kapljica. Ove kapljice su vidljive kao „magleni” tragovi koji su postojani nekoliko sekundi dok kapljice padaju kroz paru. Ovi tragovi imaju karakteristične oblike. Na primer, alfa čestice ostavljaju debele i prave tragove, dok su elektronski tragovi tanki i pružaju u većoj meri evidenciju o skretanjima usled kolizija. 
Maglenu komoru je 1911. konstruirao britanski fizičar i meteorolog Čarls Vilson, koji je za to otkriće dobio Nobelovu nagradu za fiziku 1927. godine. Maglene komore su odigrale prominentnu ulogu u eksperimentalnoj fizici čestica od 1920-ih do 1950-ih, do razvoja komore sa mehurićima. Konkretno, otkrića pozitrona 1932. godine i miona 1936. godine, koja je ostvario Karl Anderson (Nagrađen Novelovom nagradom za fiziku 1936. godine), su bazirana na primeni maglene komore. Otkriće kaona zaslugom Džordža Ročestera i Kliforda Batlera 1947. godine, je isto tako ostvareno koristeći maglenu komoru kao detektor.. U svakom od ovih slučaja, kosmički zraci su bili izvor jonizujuće radijacije.

## Izum
Čarls Tomson Ris Vilson (1869–1959), škotski fizičar, se smatra izumiteljom maglene komore. Inspirisan posmatranjem Brokenovog spektra dok je radio na vrhu Ben Nevisa 1894. godine, on je započeo sa razvojem ekspanzionih komora za izučavanje formiranja oblaka i optičkih fenomena u vlažnom vazduhu. Vrlo brzo je otkrio da joni mogu da deluju kao centri za formiranje kapljica vode u takvim komorama. On je nastavio da primenjuje ovo otkriće i usavršio prvu maglenu komoru 1911. godine. U Vilsonovoj originalnoj komori vazduh unutar zatvorenog uređaja bio je zasićen vodenom parom, zatim je dijafragma korišćena za širenje vazduha u komori (adijabatsku ekspanziju), čime se hlađi vazduh i započinje kondenzacija vodene pare. Odatle potiče ime ekspanziona maglena komora. Kada jonizujuća čestica prođe kroz komoru, vodena para se kondenzuje na rezultujućim jonima i trag čestice je vidljiv u oblaku pare. Vilson je, zajedno sa Arturom Komptonom, nagrađen Nobelovom nagrado za fiziku 1927. godine za njegov rad na maglenoj komori. Ovaj tip komore se isto tako naziva pulsirajućom komorom, jer se uslovi za rad ne održavaju kontinuirano. Dalji razvoj je sproveo Patrik Bleket, koji je koristio krutu oprugu da veoma brzo širi i komprimuje komoru, čineči komoru senzitivnom na čestice nekoliko puta u sekundi. Filmska traka je korištena za snimanje slika.
Difuzionu maglenu komoru je razvio 1936. godine Aleksandar Langsdorf. Ova komora se razlikuje od od ekspanzione maglene komore po tome što je konstantno sensitivna na radijaciju, i što se dno mora hladiti na veoma niske temperature, generalno hladnije od −26 °C (−15 °F). Umesto vodene pare, koristi se alkohol zbog njegove niže tačke smrzavanja. Maglene komore koje se hlade suvim ledom ili termoelektrično putem Peltierovog efekta se često sreću. Alkohol koji se koristi u njima je obično izopropil alkohol ili denaturalizovani alkohol.

## Način rada
Konstrukcija maglene komore je danas usavršena, ali posmatranje i fotografisanje jonizujućeg zračenja se i dalje zasniva na tragovima magle, koja nastaje kondenzacijom vodene pare na jonima, dobijenim prolaskom tih čestica kroz vazduh u zatvorenoj posudi. Pri snižavanju temperature vazduha sa zasićenom parom nastaje prezasićena vodena para, povlačenjem klipa i povećanjem zapremine u posudi (jednačina stanja idealnog gasa), usled čega dolazi do njenog kondenzovanja na sitnim česticama, jonima. 
Maglena komora se sastoji od metalnog valjka (prečnika 100 do 150 mm), koji je s donje strane zatvoren pokretnim klipom. Valjak je s gornje strane nepropusno zatvoren staklenom pločom, kroz koju se posmatra unutrašnjost komore. S bočne strane je stakleni prozorčić, kroz koji se unutrašnjost komore obasjava s vidljivom svetlošću. Ispod staklene ploče obično se nalazi metalna mreža, koja je provodnom žicom vezana za jedan pol jake električne baterije (oko 250 ). Drugi pol ove baterije je vezan žicom za metalni valjak.
Pre rada maglene komore mora se na gornju površinu klipa staviti malo vode, usled čijeg isparavanja se vazduh zasiti vodenom parom. Eksperimentima je utvrđeno da se postiže bolja kondenzacija vodene pare u komori kad je vodi dodato malo metiln ili etil alkohola. Kad se klip naglo povuče prema dole, usled adijabatskog širenja u komori, vazduh se ohladi. Pošto duž putanje jonizujućeg zračenja nastaje jonizacija vazduha, pojaviće se kondenzacija vodene pare na jonima. Promatrač koji gleda kroz staklenu ploču primetiće putanje jona u vidu belih tankih tragova magle. Ovi tragovi magle mogu se i fotografisati. 
Otkriće maglene komore vrlo je značajno za otkrivanje atomske strukture, jer su tragovi magle u komori siguran dokaz postojanja atoma i jonizirajućih čestica. Njen nedostatak je što posle svakog stvaranja tragova magle, treba da prođe par sekundi dok komora bude u mogućnosti da ponovno otkrije tragove novih čestica. U međuvremenu, može se odviti neki događaj koji će ostati nezapažen.

### Difuzijska maglena komora
Pošto maglena komora ne može da radi neprekidno, Aleksander Langsdorf je 1939. konstruirao difuzijsku maglenu komoru, koja ostaje stalno osetljiva na jonizirajuće zračenje, dok je god u komori prisutna zaliha isparljive tečnosti, kao što je metilni alkohol. Zasićeni prostor s parom postoji stalno u sredini komore, jer se u gornjem delu održava stalna temperatura od 30 °C, a pri dnu oko -70 °C. Ova komora je vrlo pogodna za istraživanje elementarnih čestica visoke energije.

## Literatura
- Das Gupta, N. N.; Ghosh S. K. (1946). „A Report on the Wilson Cloud Chamber and its Applications in Physics”. Reviews of Modern Physics. 18 (2): 225—365. Bibcode:1946RvMP...18..225G. doi:10.1103/RevModPhys.18.225.
- Woodside, Gayle (1997). Environmental, Safety, and Health Engineering. US: John Wiley & Sons. стр. 476. ISBN 978-0471109327. Архивирано из оригинала 2015-10-19. г.
- Stallcup, James G. (2006). OSHA: Stallcup's High-voltage Telecommunications Regulations Simplified. US: Jones & Bartlett Learning. стр. 133. ISBN 978-0763743475. Архивирано из оригинала 2015-10-17. г.
- „Ionizing Radiation - Health Effects | Occupational Safety and Health Administration”. www.osha.gov. Приступљено 2022-06-23.
- Ryan, Julie (5. 1. 2012). „Ionizing Radiation: The Good, the Bad, and the Ugly”. The Journal of Investigative Dermatology. 132 (3 0 2): 985—993. PMC 3779131 . PMID 22217743. doi:10.1038/jid.2011.411.
- European Centre of Technological Safety. „Interaction of Radiation with Matter” (PDF). Radiation Hazard. Архивирано из оригинала (PDF) 12. 5. 2013. г. Приступљено 5. 11. 2012.
- Feynman, Richard; Robert Leighton; Matthew Sands (1963). The Feynman Lectures on Physics, Vol.1. USA: Addison-Wesley. ISBN 978-0-201-02116-5.
- L'Annunziata, Michael; Mohammad Baradei (2003). Handbook of Radioactivity Analysis. Academic Press. ISBN 978-0-12-436603-9. Архивирано из оригинала 2021-04-16. г. Приступљено 2020-10-26.
- Grupen, Claus; G. Cowan; S. D. Eidelman; T. Stroh (2005). Astroparticle Physics. Springer. ISBN 978-3-540-25312-9.
- Charles Hodgman, Ed. (1961). CRC Handbook of Chemistry and Physics, 44th Ed. USA: Chemical Rubber Co. стр. 2850.
- Tipler, Paul; Llewellyn, Ralph (2002). Modern Physics (4th изд.). W. H. Freeman. ISBN 978-0-7167-4345-3.

## Spoljašnje veze
- Архивирано 2014-09-14 на сајту , Peter Wothers, Royal Institution, December 2012]